# Bomba Molotov

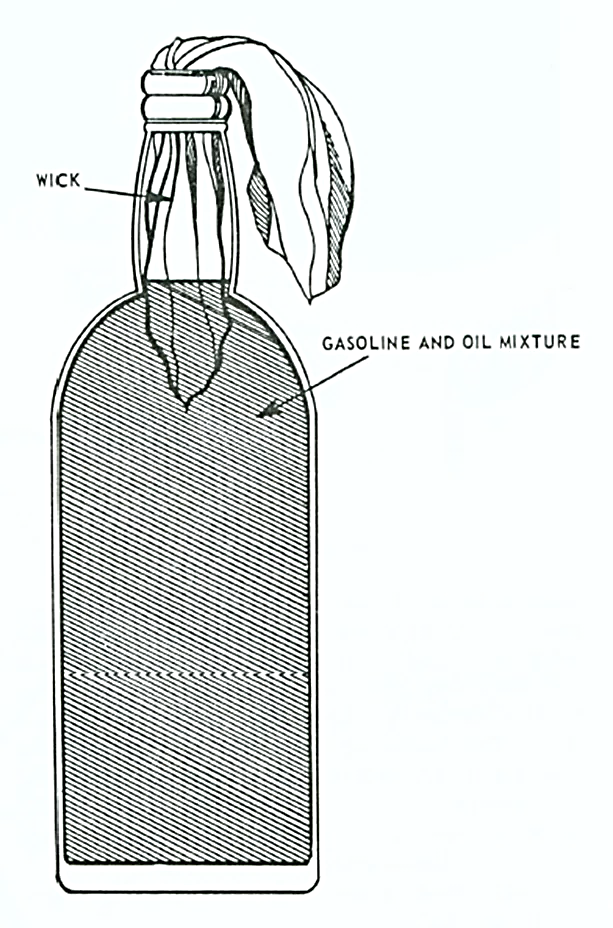
Bomba Molotov "standard".

La bomba Molotov – detta anche bottiglia incendiaria, bottiglia Molotov, cocktail Molotov (in russo Коктейль Молотова?, Koktejl' Molotova), o semplicemente Molotov – è un ordigno incendiario a corto raggio, lanciato manualmente.
È stata impiegata sia come arma d'ordinanza per la lotta anticarro da parte di varie forze armate regolari (soprattutto durante la Seconda Guerra Mondiale), sia come arma improvvisata per azioni di guerriglia o di scontro urbano da parte di vari attori non statali.

## Caratteristiche basilari
La versione più semplice di bottiglia incendiaria è costituita da un contenitore che si rompe quando impatta contro una superficie dura (normalmente una bottiglia di vetro frangibile), da un liquido infiammabile e incendiario (contenuto nella bottiglia), e da un pezzo di tessuto poroso che funge da stoppino (inserito nel collo della bottiglia e che pesca nel liquido infiammabile e incendiario, essendone completamente impregnato).
A volte sulla bottiglia di vetro vengono praticate delle incisioni con un utensile tagliavetro, per permetterne una più facile frantumazione al momento dell'impatto contro il bersaglio.
Il liquido infiammabile e incendiario può avere una composizione altamente variabile, per esempio:
- sola benzina[7]
- benzina con additivi gelificanti[8][9]
- 2/3 di benzina e 1/3 di olio motore o di diesel[10][11]
- metà benzina e metà cherosene[12]
- miscela composta da benzina, paraffina e catrame, ottenuta mescolando 1 parte dei primi due con 2 parti del terzo[13]
- miscela composta da etanolo, catrame e benzina[14]
- napalm di produzione artigianale, ovvero un carburante liquido a base di idrocarburi (solitamente benzina, ma anche olio carburante, olio diesel, cherosene, trementina, benzolo o benzene, toluolo o toluene) miscelato con polvere o scaglie di sapone[15] oppure con pezzetti di polistirolo[16].

Solitamente i liquidi infiammabili-incendiari che hanno la consistenza di un gel o di una pasta sono preferiti per l'uso nelle bottiglie incendiarie, poiché aderiscono più prontamente alle superfici del bersaglio e producono una maggior concentrazione di calore.
L'utilizzatore infiamma il pezzo di tessuto appena prima di lanciare la bottiglia contro il bersaglio, assicurandosi che sia ben fissato e che bruci bene per evitare che possa staccarsi o spegnersi durante il volo: quando la bottiglia si rompe, il liquido infiammabile e incendiario prende fuoco avvolgendo il bersaglio nelle fiamme.

## Storia
Nel corso della Storia le bottiglie incendiarie sono state sviluppate in vari modi a seconda dell'inventiva e delle risorse del loro costruttore, assumendo così varie forme e vari gradi di distruttività.

### Le prime attestazioni
L'uso di gettare bottiglie di vetro contenenti liquidi infiammabili-incendiari risale come minimo al XIX secolo, come testimonia il Diario del principe Don Agostino Chigi:
(Agostino Chigi Albani della Rovere, Il tempo del Papa-Re. Diario del principe Agostino Chigi Albani)

### Durante la Guerra Civile Spagnola
Le bottiglie incendiarie iniziarono a essere usate nei conflitti moderni a partire dalla Guerra Civile Spagnola (1936-1939). Nell'arco del conflitto furono usate da entrambi gli schieramenti: i franchisti le utilizzarono, ad esempio, per contrastare i carri armati sovietici T-26 che sostenevano la Repubblica Spagnola. Anche i repubblicani usarono ordigni simili, come testimoniò Thomas 'Tom' Wintringham, veterano inglese delle Brigate Internazionali:
(Thomas Wintringham, Against Invasion - the lessons of Spain)

### Durante la Seconda Guerra Mondiale

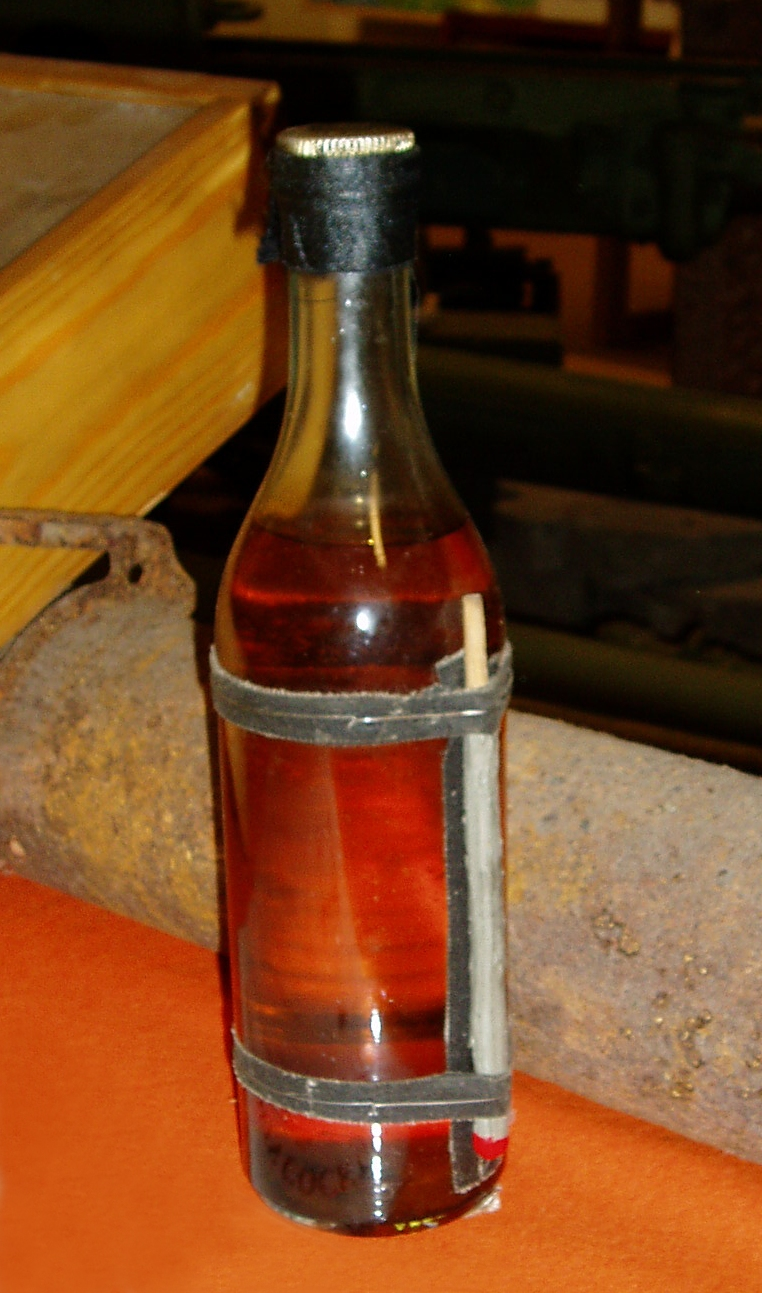
Bomba Molotov finlandese prodotta durante la Seconda Guerra Mondiale.

Durante la Seconda Guerra Mondiale le bottiglie incendiarie furono ovunque di larghissimo utilizzo, in quanto molto efficaci contro i carri armati (soprattutto se leggeri), molto dannose per il morale del nemico ed economiche da produrre. Si può dire che questo fu il periodo di maggior sviluppo, adozione e uso di questa categoria di ordigni da parte di forze armate regolari: quasi ogni potenza coinvolta nel conflitto sviluppò infatti una sua particolare versione di bottiglia incendiaria. Nel corso della guerra le bottiglie incendiarie vennero affiancate da altre armi anticarro sempre più sofisticate, come ad esempio granate a mano a carica cava (come la RPG-43 o la RPG-6), fucili di grosso calibro (come il Boys o il PTRS-41), mine e artiglierie apposite, e i primi esempi di lanciagranate anticarro spalleggiabili (come il Bazooka o il Panzerschreck). Tuttavia, per tutta la durata del conflitto le bottiglie incendiarie continuarono a rimanere in dotazione ai fanti per le azioni di difesa e offesa a brevissima distanza contro i mezzi corazzati nemici.
Le forze armate finlandesi furono tra le prime ad adottare ufficialmente una loro versione migliorata di bottiglia incendiaria, che utilizzarono contro le forze armate sovietiche durante la Guerra d’Inverno (1939-1940) e la successiva Guerra di Continuazione (1941-1944) a fianco della Germania nazista. I finlandesi chiamarono per la prima volta questo ordigno “bottiglia Molotov” o “cocktail Molotov”, in segno di scherno verso l’allora ministro degli esteri dell’URSS, Vjačeslav Michajlovič Molotov: secondo alcune versioni questo termine fu coniato specificatamente a seguito delle dichiarazioni di Molotov secondo cui i bombardieri sovietici non sganciavano bombe ma cibo per i finlandesi (i cosiddetti "cestini del pane di Molotov"). La risposta sarcastica furono appunto i "cocktail Molotov", prodotti in massa dall'azienda Alko, il monopolio statale finlandese degli alcolici. La Molotov finlandese presentava delle particolarità rispetto alla Molotov "standard" usata fino alla Guerra Civile Spagnola. Essa era infatti costituita da una bottiglia di vetro frangibile, chiusa da un tappo, che si rompeva quando impattava contro una superficie dura; da un liquido infiammabile e incendiario contenuto nella bottiglia; e da due grandi fiammiferi da tempesta (antivento) assicurati all'esterno della bottiglia per mezzo di nastro adesivo, lacci, spago, bande elastiche o simili. Fra i fiammiferi e la bottiglia erano presenti strisce di materiale isolante, per impedire che il calore dei fiammiferi accesi frantumasse la bottiglia anzitempo. Anche in questa configurazione l'innesco (i fiammiferi) veniva infuocato e la bottiglia lanciata contro il bersaglio.

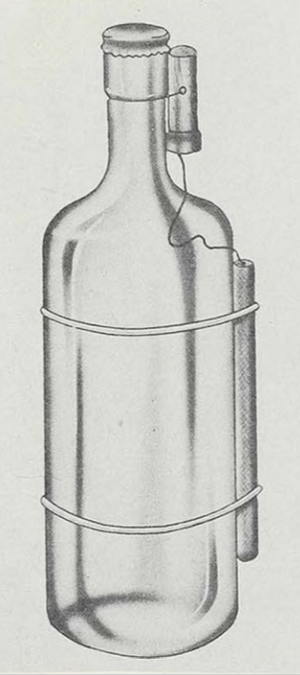
Bomba Molotov italiana prodotta durante la Seconda Guerra Mondiale.

Anche le forze armate dell'Italia fascista svilupparono una loro versione di bottiglia Molotov. L'ordigno era composto da una bottiglia di vetro da 1 litro, chiusa da un tappo metallico a pressione, contenente un liquido infiammabile e incendiario. Un grosso fiammifero-spoletta che fungeva da innesco, protetto da una copertura di tela, era fissato al lato della bottiglia da due anelli di corda. Alla parte superiore di questo fiammifero-spoletta era attaccata una cordicella sottile, che, quando veniva tirata, innescava la spoletta. Per evitare accensioni accidentali, la cordicella aveva una piccola maniglia di legno, che era fissata al collo della bottiglia per mezzo di un anello di filo. Appena prima dell'uso, la maniglia di legno veniva liberata con uno strappo leggero che rompeva l'anello di filo. La maniglia di legno veniva poi tirata con un forte strattone, e la bottiglia immediatamente lanciata con forza contro il bersaglio (se ciò non veniva fatto entro 2 secondi la bottiglia avrebbe potuto scoppiare prima di raggiungere il bersaglio).
La bomba Molotov adottata dal Giappone imperiale era invece costituita da una comune bottiglia di birra, piena di liquido infiammabile e incendiario, munita di una complessa spoletta meccanica ad azione "omni-direzionale" (ovvero che innescava la Molotov indipendentemente dall'angolo di inclinazione con cui essa impattava contro il bersaglio). Vi era una rondella di gomma sotto la spoletta, per renderla impermeabile al liquido, e la spoletta si inseriva nel collo della bottiglia come un tappo a corona. La spoletta era costituita da un percussore contenuto in un alloggiamento e separato da un detonatore contenuto in un supporto da un fermaglio di sicurezza e da una molla di scorrimento. L'alloggiamento del percussore aveva un peso emisferico sulla sommità e poggiava contro la parte inferiore del cappuccio che aveva una forma simile. Anche il fondo del supporto del detonatore era arrotondato e poggiava contro una superficie a camma in modo che anch'esso fosse libero di muoversi. Il fermaglio di sicurezza attraversava l'alloggiamento del percussore e poggiava contro la parte superiore della supporto del detonatore, in modo che nessuna delle due parti fosse libera di muoversi. Sotto il detonatore si trovava un cilindretto contenente una miscela incendiaria composta da nitrato di bario (Ba(NO3)2) e magnesio (Mg). Per usare questa bottiglia Molotov, l'utilizzatore estraeva il fermaglio di sicurezza e poi lanciava la Molotov. Se la Molotov impattava contro il bersaglio dal lato della bottiglia, allora il percussore collegato al peso emisferico si muoveva, per forza d'inerzia e vincendo la resistenza della molla, contro il detonatore. Se invece la Molotov impattava contro il bersaglio dal lato della spoletta, allora era il detonatore a muoversi verso il percussore. Se, invece, la Molotov impattava contro il bersaglio lateralmente, allora sia il percussore sia il detonatore si muovevano l'uno contro l'altro, seguendo il profilo interno della spoletta. In ogni caso, all'impatto contro il bersaglio, la spoletta "omni-direzionale" entrava in funzione: il percussore colpiva il detonatore, questo infiammava la piccola carica "booster" (il cilindretto contenente la miscela nitrato di bario - magnesio), che a sua volta infiammava il liquido infiammabile-incendiario contenuto nella bottiglia.

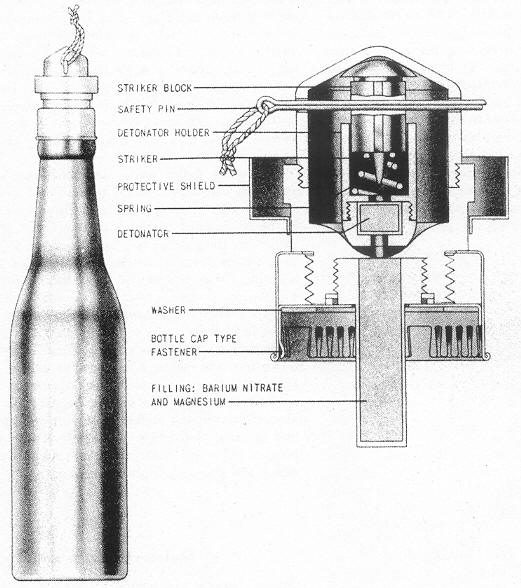
Bomba Molotov giapponese prodotta durante la Seconda Guerra Mondiale.

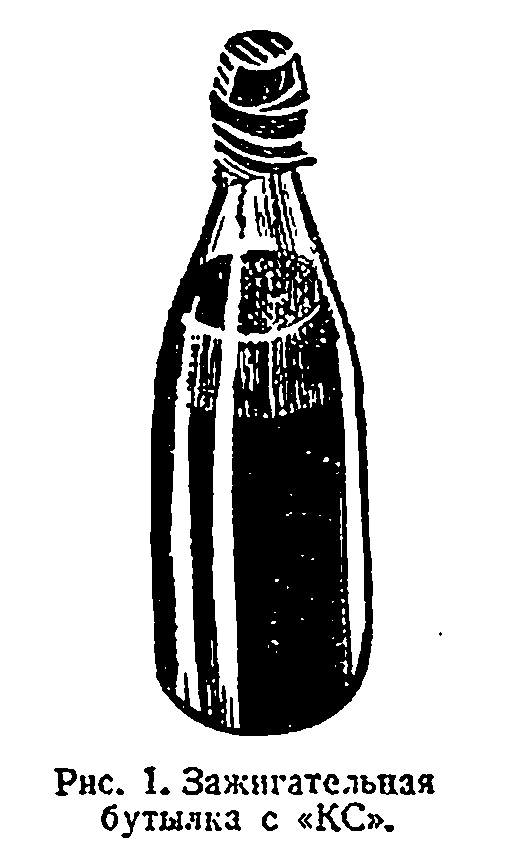
Bomba Molotov sovietica tipo "KS" (КС) prodotta durante la Seconda Guerra Mondiale.

Durante la seconda guerra mondiale fu l'Armata Rossa sovietica, sia per le dimensioni di tale forza armata che per l'ampiezza dei fronti sui quali operò, ad utilizzare nel modo più massiccio le bombe Molotov – che per ovvi motivi non venivano chiamate così, ma semplicemente "bottiglie incendiarie". Sul fronte orientale, tali ordigni erano impiegati massimamente contro i mezzi corazzati tedeschi: i Panzer, assolutamente temibili in campo aperto, si imbarcavano spesso in scontri cittadini fra vicoli angusti ed edifici semi-distrutti, fra i quali si appostavano i soldati sovietici. In città come Leningrado e Stalingrado venne ben presto messa a punto una tecnica di combattimento assai efficace ed economica, benché fosse assolutamente necessaria una discreta dose di temerarietà. Seguendo questa modalità i soldati sovietici affrontavano i carri armati dell'Asse individualmente, muniti solo di una spranga di ferro e di una o due Molotov. Arrivando abbastanza vicini al carro nemico, tanto da non essere più sotto il tiro delle sue torrette e mitragliatrici, sprangavano i cingoli del carro in modo da bloccarne la corsa, per poi lanciare la Molotov contro i punti deboli del mezzo (portelli aperti, prese d'aria del compartimento motore, visori e iposcòpi, serbatoi di carburante esterni, eccetera), se necessario anche arrampicandovici sopra. Nel corso della guerra l'Armata Rossa utilizzò quattro tipi differenti di bottiglie incendiarie: un modello simile alla Molotov finlandese, un secondo modello dotato di una spoletta d'accensione meccanica, un terzo modello dotato di una fiala d'accensione chimica, e un quarto modello denominato "KS" ("КС" in cirillico). I primi tre modelli erano riempiti con miscele infiammabili-incendiarie chiamate "№ 1" e "№ 3", costituite da benzina per aviazione, cherosene e ligroina, addensate con oli speciali o con una speciale polvere chiamata "OP-2" ("ОП-2" in cirillico), sviluppata nel 1939 sotto la guida di A.P. Ionov – in effetti, era il prototipo del moderno napalm, apparso negli Stati Uniti nel 1942. Le miscele "№ 1" e "№ 3" erano capaci di bruciare fino a 60 secondi sviluppando temperature fino a 800 °C, emettendo un po' di fumo nero. Il quarto e ultimo modello di bottiglia incendiaria fu il più distruttivo messo a punto dai laboratori di ricerca militare dell'URSS: il suo nome era dovuto al fluido incendiario che conteneva, detto appunto "KS". Tale fluido era costituito per circa l'80% da fosforo bianco (P4) e per circa il 20% da zolfo (S), disciolti in sesquisolfuro di fosforo (P4S3); quest'ultimo ingrediente era precedentemente sciolto in disolfuro di carbonio (CS2). Veniva aggiunto anche un additivo per migliorare l'adesione del fluido alle pareti del bersaglio, e uno strato di idrocarburi leggeri che, salendo in superficie, assicurava che il fluido non entrasse in contatto con l'aria. Questo particolare modello di bomba Molotov sovietica non necessitava infatti di alcun tipo di innesco esterno (fiammiferi, spolette o fiale): quando la bottiglia si frantumava impattando contro il bersaglio, il fluido "KS" con cui era riempita si auto-accendeva subito dopo essere entrato in contatto con l'aria, grazie a una reazione chimica spontanea. Il fluido "KS", una volta incendiato, creava una fiamma accecante, una nube di fumo bianco denso e tossico, bruciava fino a 3 minuti a una temperatura fino a 1000 °C, ed era capace di penetrare nelle fessure e griglie dello scafo del carro nemico, ustionandone e soffocandone l'equipaggio, spesso raggiungendo il serbatoio e il deposito munizioni di bordo causandone l'esplosione. L'Armata Rossa usò il fluido "KS" anche in un particolare tipo di arma anticarro incendiaria, che lanciava sfere di vetro riempite con tale fluido: il cosiddetto "Ampulomet".

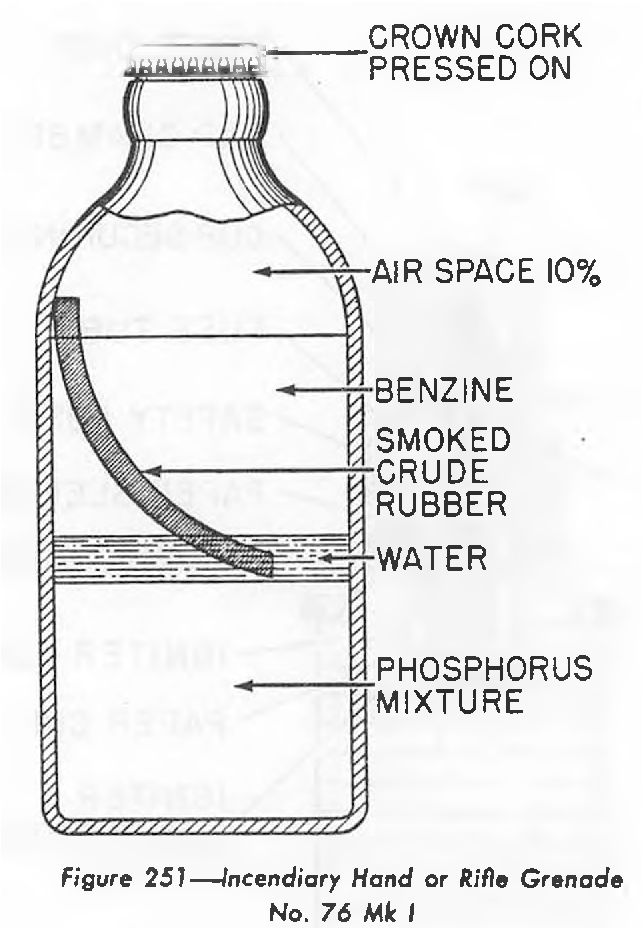
Bomba Molotov inglese tipo "No. 76 Mk I" prodotta durante la Seconda Guerra Mondiale.

Anche il British Army adottò una sua versione di bottiglia Molotov, denominata "Incendiary Hand or Rifle Grenade No. 76 Mk I". Anch'essa, similmente alla Molotov sovietica, impiegava fosforo. Più precisamente, essa era costituita da una bottiglia di vetro a collo corto da 1/2 pinta, chiusa da un tappo a corona. La bottiglia conteneva 128 cc di miscela fosforosa, composta per il 75% da fosforo e per il 25% da solfuro di fosforo; 21 cc di acqua; 110 cc di benzina; e una striscia di gomma grezza. Sopra il liquido riempitivo veniva lasciato un 10% di spazio libero, per evitare che il liquido, espandendosi, potesse rompere la bottiglia. Durante lo stoccaggio la striscia di gomma si scioglieva, aumentando la viscosità del liquido. La Molotov veniva lanciata o proiettata con forza sufficiente per rompersi all'impatto contro il veicolo corazzato nemico: una volta rotta, la miscela di fosforo si accendeva spontaneamente a contatto con l'aria, producendo un effetto incendiario e fumogeno. La Molotov inglese non doveva essere agitata prima del lancio, poiché l'agitazione provocava la formazione di un'emulsione in cui le particelle di fosforo, venendo protette dall'aria da uno strato d'acqua, avrebbero poi avuto difficoltà ad incendiarsi.

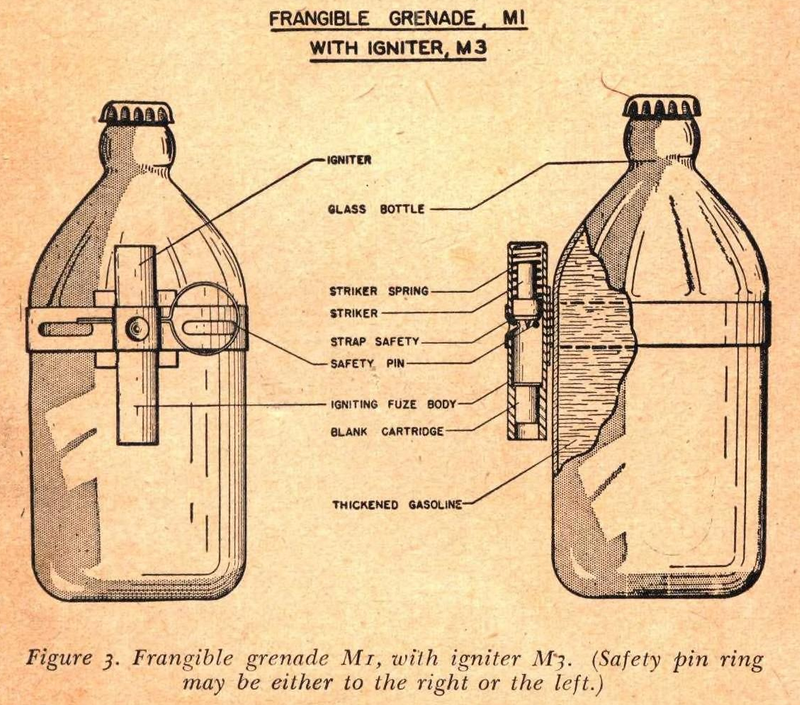
Bomba Molotov americana tipo "M1" prodotta durante la Seconda Guerra Mondiale.

Le forze armate USA decisero anch'esse di munirsi di una granata a mano simile a una bottiglia Molotov, che chiamarono "Frangible Grenade, M1". Questa granata era costituita da una comune bottiglia di vetro da 1 pinta dotata di un tappo metallico aggraffato, e poteva contenere vari riempitivi chimici. Se la bottiglia era riempita con benzina addensata (gelificata), veniva dotata di una apposita spoletta o accenditore tipo "M3". Tale accenditore era costituito dal corpo cilindrico dell'accenditore, da un percussore e da una cartuccia a salve, ed era fissato attorno alla bottiglia con una cinghia tipo "Timmerman". Prima del lancio il fermaglio di sicurezza veniva rimosso. Quando veniva lanciata, la bottiglia si rompeva, liberando la cinghia e la sicura della cinghia. Ciò consentiva al percussore, azionato dalla sua molla, di accendere la cartuccia a salve: la vampa della cartuccia a salve infiammava il contenuto della bottiglia rotta. A volte la "Frangible Grenade, M1" veniva riempita non con sostanze incendiarie ma bensì velenose, come ad esempio acido cianidrico (HCN) in forma liquida: in questo caso non era prevista alcuna carica di scoppio o accenditore, la dispersione del contenuto si verificava quando la bottiglia veniva frantumata.
Rimarchevolmente, solo la Germania mancò di adottare una sua versione d'ordinanza di bottiglia incendiaria tipo Molotov. Tuttavia, sembra che esistano tracce secondo le quali tali ordigni sarebbero stati adottati e usati dal Volkssturm, nell'ultimissima fase della guerra in Europa.
Durante la Seconda Guerra Mondiale le bottiglie incendiarie furono utilizzate non solo dagli eserciti regolari di vari Paesi, ma anche da molti gruppi di guerriglia e formazioni di Resistenza. Furono usate, ad esempio, durante la rivolta del ghetto di Varsavia fra aprile e maggio 1943. Quella che segue è una descrizione di prima mano dei loro effetti:
(Ber Mark, Uprising in the Warsaw Ghetto)
Anche la Resistenza italiana impiegò le bombe Molotov in varie azioni di guerriglia, riuscendo peraltro ad improvvisare modelli capaci di auto-accendersi: prevedevano infatti che l'incendio venisse innescato dal contatto tra un apposito acido, contenuto all'interno della bottiglia, e una sostanza basica presente sulla superficie esterna. Le Molotov costruite con questa configurazione non rivelavano la posizione dell'utilizzatore, dato che non necessitavano dell'accensione di una miccia o di un pezzo di tessuto prima del lancio: una caratteristica tattica sempre utile, specie durante gli attacchi notturni. Questo tipo di bottiglia incendiaria viene descritto diffusamente da Giovanni Pesce nelle sue memorie:
(Giovanni Pesce, Senza Tregua. La Guerra dei GAP)

### Durante la Rivoluzione Cubana
Le bombe Molotov furono usate anche durante la Rivoluzione Cubana (1953-1959). Ernesto 'Che' Guevara nel suo libro La guerra di guerriglia descrive, con tanto di illustrazioni, un sistema per innestare una bomba Molotov su un fucile, in modo da creare una sorta di lanciagranate improvvisato:
(Ernesto 'Che' Guevara, Guerrilla)

### In altri conflitti
Bottiglie incendiarie di tipo Molotov sono state utilizzate – e sono tuttora utilizzate – in un numero talmente elevato di guerre, guerriglie, rivoluzioni, insurrezioni e sommosse da rendere impossibile la loro elencazione completa.
A titolo puramente indicativo, si possono citare gli Anni di Piombo (fine anni 1960 - inizi anni 1980) e la Guerra in Iraq del 2003 o Seconda Guerra del Golfo (2003-2011). Nel primo di questi conflitti, le bombe Molotov furono largamente utilizzate contro le forze di polizia come strumento di guerriglia urbana. Nel secondo, è possibile segnalare almeno un episodio sicuramente documentato accaduto il 19 settembre 2005 a Bassora: in uno scontro fra truppe britanniche e insorti locali, questi ultimi riuscirono a distruggere con una salva di Molotov un veicolo corazzato da combattimento della fanteria inglese.